# Etelberto del Kent
Etelberto del Kent, o Ethelbert, identificabile talvolta anche come Æthelbert o Aethelberht o Aibert o  Edilbertus (552 circa – 24 febbraio 616 o 618), è stato un sovrano anglosassone, re del Kent dal 580 o 590 fino alla sua morte. Nella Cronaca anglosassone viene definito il primo Bretwalda (termine che identificava un sovrano con un ruolo di supremazia su più regni anglosassoni). Dopo la sua morte, fu canonizzato.

## Biografia
Figlio di Eormenric, secondo la Cronaca Anglo-Sassone successe al padre sul trono del Kent. Gregorio di Tours, stretto conoscente della regina Ingoberga (madre di Berta, moglie di Ethelbert), lo definisce due volte solo "un uomo del Kent", indicando che era solo un re al tempo in cui questo autore scrisse la Storia dei Franchi e quindi che Etelberto divenne re probabilmente attorno al 590.
La Cronaca Anglo-Sassone ricorda come, a un certo punto, egli abbia inutilmente cercato di strappare a Ceanwlin il dominio del Wessex. La sua condizione fu accresciuta dal matrimonio con Berta, figlia del merovingio Cariberto I, re dei Franchi. Quest'unione, infatti, gli procurò un'alleanza con la più grande potenza europea del tempo.
L'influenza di Berta, che aveva portato con sé nel Kent il proprio cappellano Liudhard (o Letardo), potrebbe aver condotto all'invito rivolto al papa san Gregorio Magno di inviare missionari da Roma.
Sant'Agostino di Canterbury giunse sull'isola di Thanet nel 597 ed Etelberto lo incontrò per la prima volta sotto una quercia: secondo le sue credenze, in questo modo egli avrebbe dissipato tutta la magia che i cristiani avrebbero potuto esercitare. Sebbene una tradizione dica che Agostino abbia battezzato Etelberto appena pochi giorni dopo il suo arrivo nel Kent, una lettera di Papa Gregorio a Berta suggerisce che ciò non sarebbe avvenuto prima del 601. In ogni caso, furono fondate chiese e convertite migliaia di persone.
Etelberto creò nel Kent anche il primo codice legislativo anglo-sassone scritto, che prevedeva la protezione della Chiesa e l'istituzione di un complesso sistema di indennità. Questo codice dimostra come il Kent fosse un regno relativamente organizzato e centralizzato.
Dopo la morte (tra il 616 e il 618), Etelberto fu canonizzato per il ruolo svolto nella reintroduzione del Cristianesimo in Inghilterra. 

## Il culto
Il Martirologio Romano menziona Etelberto sotto la data del 24 febbraio nei seguenti termini:
(Martyrologium Romanum (Typis Vaticanis 2004))
Prima della riforma nel 1969 del Calendario romano generale, la festa di san Mattia si celebrava il 24 febbraio (la festa fu spostata nel 1969 al 14 maggio), per cui i calendari particolari che menzionavano sant'Etelberto assegnavano alla sua memoria il giorno successivo a quello dedicato all'apostolo.